# دیمو، سوریه
دیمو (به عربی: دیمو) یک روستا در سوریه است که در ناحیه جب رمله واقع شده‌است. دیمو ۱٬۱۰۲ نفر جمعیت دارد.